# Orgel der Pilsumer Kreuzkirche
Die Orgel der Pilsumer Kreuzkirche wurde 1694 von Valentin Ulrich Grotian gebaut und ist noch größtenteils erhalten. Sie verfügt über 16 Register auf zwei Manualen und angehängtem Pedal und gilt nach den Orgeln von Arp Schnitger als eine der bedeutendsten Barockorgeln Ostfrieslands.

## Baugeschichte

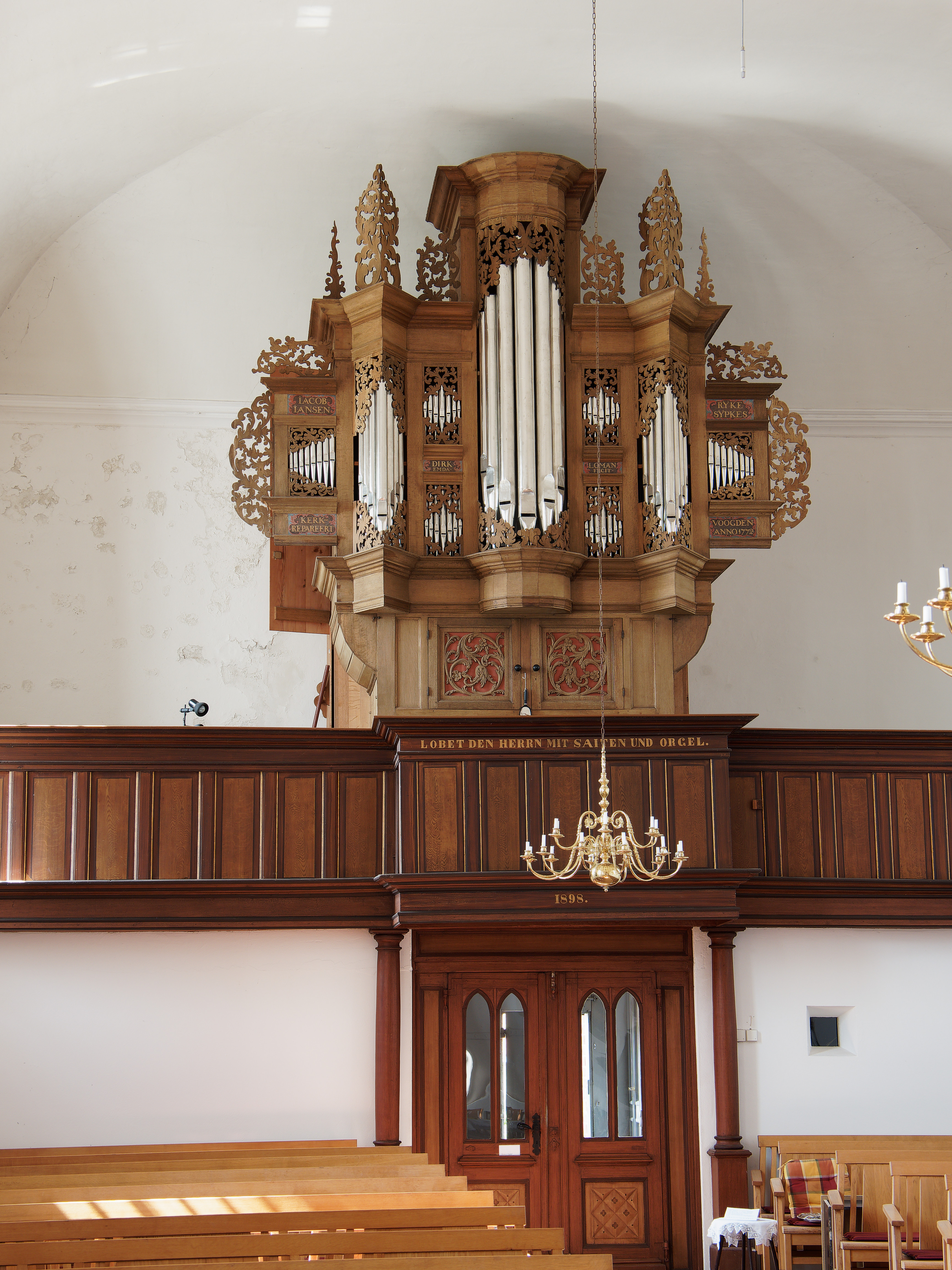
Grotian-Orgel auf der Westempore

1694 erfolgte der Neubau durch Grotian. Technisch, optisch und klanglich lehnte sich Grotian stark an den Orgelbauer Joachim Kayser an. Beide konnten in Ostfriesland trotz des Konkurrenzdrucks vonseiten Arp Schnitgers ihre Eigenständigkeit bewahren. 1772 wurde die Orgel von Dirk Lohman (Emden) renoviert. Aus dieser Zeit stammt die schöne Inschrift hinter dem Notenpult: Eedo Siewerts / Organist en Schoolmeester. Die Reparatur durch H. F. Thielke (Emden) führte dazu, dass sich der Zustand des Instruments eher verschlechtert, wie der Orgelbauer Arnold Rohlfs 1843 in einem Beschwerdebrief an das Konsistorium darlegte. Gerd Sieben Janssen (Aurich) führte 1854 einen Orgelumbau durch, ersetzte zwei Register im Oberwerk und die Klaviaturen und erweiterte die fehlenden Basstöne. 1892 reparierte Johann Diepenbrock (Norden) die Orgel. Die originale Trompete wurde 1930 durch Max Maucher (Emden) ersetzt. Jürgen Ahrend stellte 1991 den Zustand von 1694 wieder her. Die Pfeifen im Prospekt wurden mit Zinnfolie belegt, das originale Eichengehäuse von der späteren weißen Farbgebung befreit und die Klaviaturen mit kurzer Oktave sowie die Keilbalganlage rekonstruiert. Zudem wurde eine modifiziert mitteltönige Temperatur angelegt. Die Windlade ist original erhalten.
Insgesamt weist die Orgel eine Vielzahl an farbigen Klängen auf, die sich in mancher Hinsicht von der Klangkonzeption Schnitgers unterscheidet. Grotian baute eher traditionell, während Schnitger seinerseits als fortschrittlich galt. Grotians Pfeifen weisen einen höheren Bleianteil auf und sind weniger fein gearbeitet als bei Schnitger. Im Oberwerk findet sich neben dem Prinzipalchor ein eigenständiger Flötenchor. Sesquialtera und Trompete zeichnen sich durch einen eigenständigen Klangcharakter aus. Während die Quintadena eine enge Mensur aufweist, ist das Holzgedackt weit mensuriert. Optisch fallen das reiche Schnitzwerk sowie die seitlichen Blendflügel ins Auge, die stumme Pfeifen enthalten.

## Disposition seit 1991 (= 1694)
| Werck CDEFGA–c3 |    |     |
| Principal       | 8′ | G   |
| Quintadena      | 8′ | A   |
| Octav           | 4′ | G/A |
| Gemshorn        | 4′ | G   |
| Nassat          | 3′ | G   |
| Octav           | 2′ | G   |
| Flachfloit      | 2′ | A   |
| Sesquialter II  |    | A   |
| Mixtur IV-V     |    | A/G |
| Trompet         | 8′ | A   |

| II Brustpositiv CDEFGA–c3 |       |     |
| Gedact                    | 8′    | G   |
| Gedactfloit               | 4′    | G/A |
| Super-Octav               | 2′    | G   |
| Quint                     | 1 ⁄2′ | G   |
| Scharf II                 |       | G   |
| Regal                     | 8′    | ?/A |

| Pedal CDE-d1 |
| angehängt    |

G = Grotian (1694)
A = Ahrend (1991)
- Tremulant

Anmerkungen
1. ↑  Eiche.

## Technische Daten
- 16 Register
- 925 Pfeifen
- Pedal angehängt; die Anlage für ein selbstständiges Pedal ist vorbereitet.
- Traktur:
  - Tontraktur: Mechanisch
  - Registertraktur: Mechanisch
- Windversorgung:
  - 65 mmWS Winddruck
  - Zwei Keilbälge
- Stimmung:
  - Höhe ca. ein Halbton über a1= 440 Hz (=Chorton)
  - Modifiziert mitteltönige Stimmung

## Aufnahmen/Tonträger
- Dietrich Buxtehude: Orgelwerke. Vol. 5. 1993. MD+G L 3425 (Harald Vogel in Pilsum, Buttforde, Langwarden, Basedow, Groß Eichsen: BuxWV 141, 146, 147, 151, 152, 168, 170, 175, 182, 183, 191, 211, 224, 245, 246)
- Orgellandschaften. Folge 4: Eine musikalische Reise zu acht Orgeln der Region Ostfriesland (Teil 1). 2013, NOMINE e.V., LC 18240 (Thiemo Janssen in Rysum, Osteel, Westerhusen, Marienhafe, Dornum und Agnes Luchterhandt in Uttum, Pilsum, Norden).
- Sweelinck: The Complete Keyboard Works. 2005. N.M. Classics, B000065618 (9 CDs; auf CD Nr. 6 spielt Vincent van Laar vier Werke auf der Orgel in Pilsum)
- Windgesang. Orgeln, Wind und Verwandte: Weh, windgen, weh... Krumhörner Orgelklänge. 2012, Verlag der Ostfriesischen Landschaft (W. Dahlke in Rysum, Uttum, Westerhusen und Pilsum mit Werken von Ghizeghem, Lassus, Palestrina, Böddecker u. a.)